# 拉伊诺
拉伊诺（義大利語：Laino），是意大利科莫省的一个市镇。总面积6平方公里，人口527人，人口密度87.8人/平方公里（2009年）。ISTAT代码为013120。